# Augustin de Itúrbide
Augustin de Itúrbide, mehiški general in politik, * 27. september 1783, Morelia, Mehika, † 19. julij 1824, Padilla, Mehika.
Iturbide je bil poveljnik španskih oboroženih sil proti mehiškim revolucionarjem. Leta 1821 se je pridružil revoluciji in prisilil Španijo, da je istega leta priznala mehiško neodvisnost.
Nato je bil izvoljen za cesarja (Agustín I); toda ker ni uspel stabilizirati razmer, je 1823 emigriral. Naslednje leto je poskusil prevzeti oblast, a so ga zajeli in usmrtili.